# Bahnhof Kelsterbach
Der Bahnhof Kelsterbach ist der Bahnhof der gleichnamigen südhessischen Stadt an der Mainbahn von Bischofsheim nach Frankfurt-Niederrad.

## Geschichte

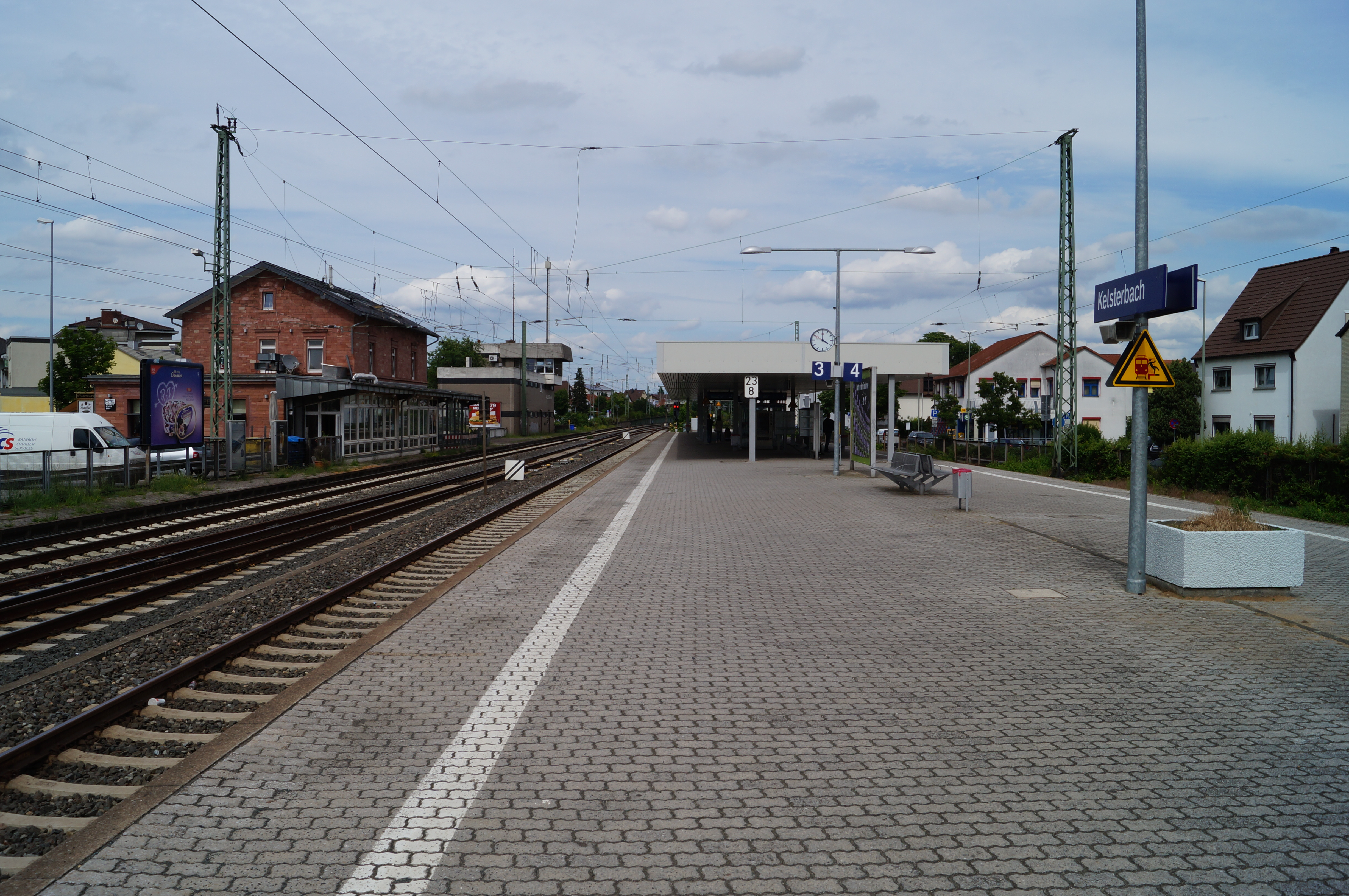
Bahnsteig des Bahnhofs Kelsterbach

Der Bahnhof Kelsterbach entstand 1863 am Kreuzungspunkt der Landstraßen nach Mörfelden und Rüsselsheim, am Bahnkilometer 23,8 der Mainbahn. Da die Bahntrasse oberhalb der Geländekante der Kelsterbacher Terrasse geführt wurde, lag er bei seiner Errichtung weit außerhalb des Dorfkerns. 1900 erhielt der Bahnhof zwei Weichen- und Signalstellwerke.
Seit 1972 zweigt hier die Strecke in Richtung Frankfurt (Main) Flughafen Regionalbahnhof ab. Der Haltepunkt der Linien S8 und S9 der S-Bahn Rhein-Main befindet sich heute an einem überdachten Mittelbahnsteig neuerer Zeit. Der Zugang zum Hausbahnsteig an Gleis 1 ist mit einem Zaun versperrt.
Wegen der 2017 und 2018 errichteten Lärmschutzwände war der Bahnhof Kelsterbach am 27. Oktober 2020 Gegenstand der Fernsehserie Hässliches in Hessen im Hessischen Fernsehen.

## Empfangsgebäude
Das Empfangsgebäude wurde 1863 errichtet. Es ist heute noch annähernd im ursprünglichen Zustand erhalten und folgt der Typenbauweise der Hessischen Ludwigsbahn. Ein baugleicher Bahnhof befindet sich in Raunheim. Auf rechteckigem Grundriss entstand aus rotem Sandstein ein symmetrisches zweigeschossiges Zentralgebäude, das nach oben mit einem Satteldach abschließt. In dessen Untergeschoss waren die Schalterhalle mit Wartesaal, ein Dienstraum sowie Räume für die Abwicklung des Gütertransports untergebracht. Im Obergeschoss beherbergte es die Wohnung des Bahnhofsvorstehers. Ihm südlich vorgelagert ist ein flacher Anbau mit Funktionsräumen. Das historische Empfangsgebäude dient inzwischen nicht mehr dem Schienenverkehr. Heute ist darin ein gastronomischer Betrieb untergebracht. Das Empfangsgebäude ist ein Kulturdenkmal nach dem Hessischen Denkmalschutzgesetz.

## Verkehr
Kelsterbach liegt im Tarifgebiet des Rhein-Main-Verkehrsverbundes (RMV). Er wird von S-Bahnen der DB Regio und Regionalbussen bedient.

### S-Bahn

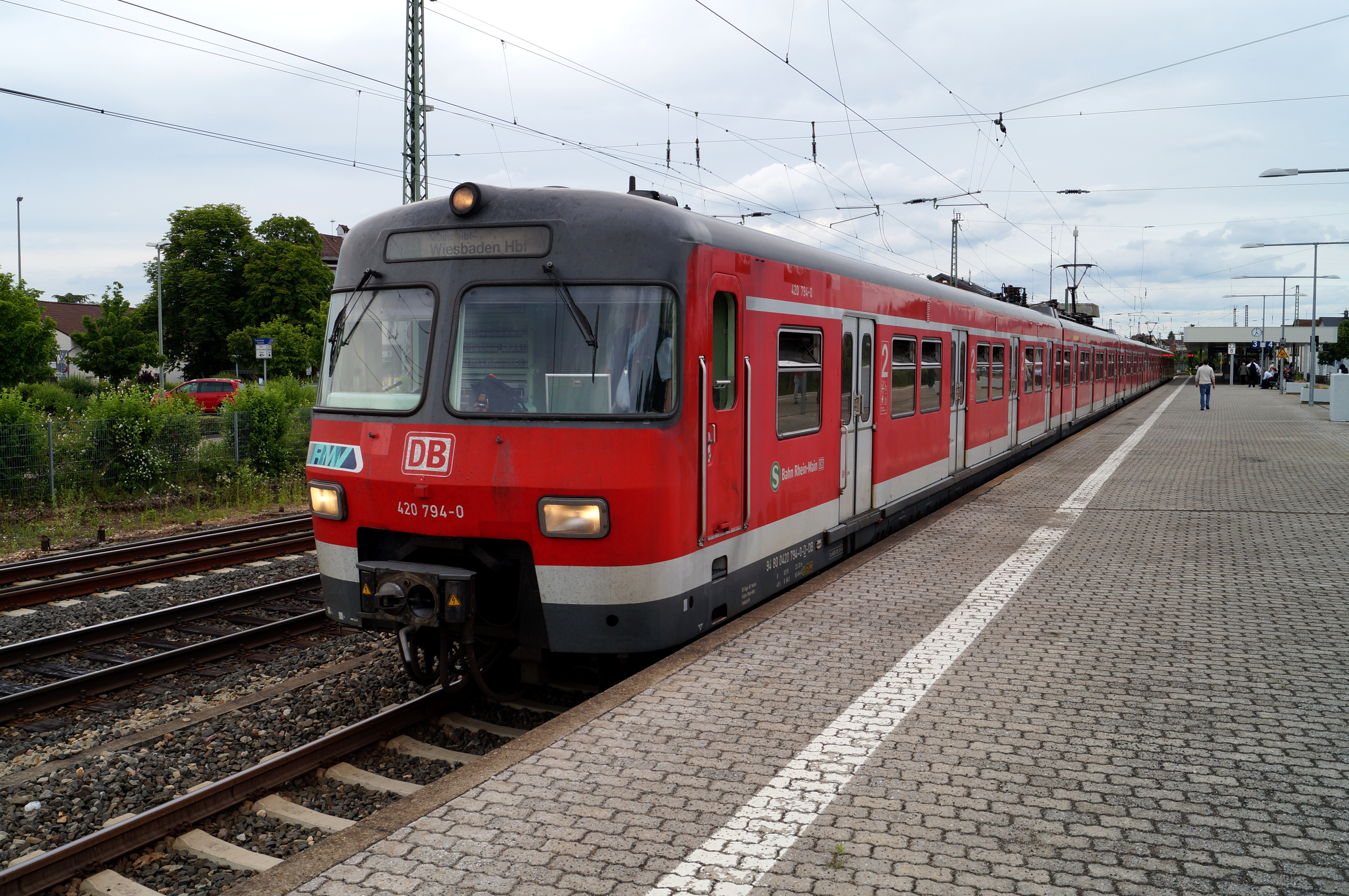
DB-Baureihe 420 der S-Bahn Rhein-Main im Bahnhof Kelsterbach

Der Bahnhof Kelsterbach wird heute ausschließlich von den S-Bahn-Linien S8 und S9 der S-Bahn Rhein-Main bedient. Die S-Bahnen verkehren jeweils in einem Grundtakt von 30 Minuten auf der Strecke Wiesbaden Hbf–Hanau Hbf. Durch die beiden Linien entsteht ein 15-Minuten-Takt. In den Hauptverkehrszeiten beginnen bzw. enden einige S-Bahnen von/nach Frankfurt Hbf in Kelsterbach.
| Linie                    | Verlauf | Takt                                                 |
| ------------------------ | --- | ---------------------------------------------------- |
| S8                       | Wiesbaden Hbf – Wiesbaden Ost – Mainz Nord – Mainz Hbf – Mainz Römisches Theater – Mainz-Gustavsburg – Mainz-Bischofsheim – Rüsselsheim Opelwerk – Rüsselsheim – Raunheim – Kelsterbach – Frankfurt am Main Flughafen Regionalbahnhof – Frankfurt (Main) Gateway Gardens – Frankfurt am Main Stadion – Frankfurt-Niederrad – (Frankfurt (Main) Hbf /) (nur HVZ) Frankfurt (Main) Hbf tief – Frankfurt (Main) Taunusanlage – Frankfurt (Main) Hauptwache – Frankfurt (Main) Konstablerwache – Frankfurt (Main) Ostendstraße – Frankfurt (Main) Mühlberg – Offenbach-Kaiserlei – Offenbach Ledermuseum – Offenbach Marktplatz – Offenbach (Main) Ost (– Mühlheim (Main) – Mühlheim (Main) Dietesheim – Steinheim (Main) – Hanau Hbf) (nur HVZ) | 30 min 10/20 min (Kelsterbach–Frankfurt Hbf zur HVZ) |
| S9                       | Wiesbaden Hbf – Wiesbaden Ost – Mainz-Kastel – Mainz-Bischofsheim – Rüsselsheim Opelwerk – Rüsselsheim – Raunheim – Kelsterbach – Frankfurt am Main Flughafen Regionalbahnhof – Frankfurt (Main) Gateway Gardens – Frankfurt am Main Stadion – Frankfurt-Niederrad – Frankfurt (Main) Hbf tief – Frankfurt (Main) Taunusanlage – Frankfurt (Main) Hauptwache – Frankfurt (Main) Konstablerwache – Frankfurt (Main) Ostendstraße – Frankfurt (Main) Mühlberg – Offenbach-Kaiserlei – Offenbach Ledermuseum – Offenbach Marktplatz – Offenbach (Main) Ost – Mühlheim (Main) – Mühlheim (Main) Dietesheim – Steinheim (Main) – Hanau Hbf | 30 min                                               |
| Stand: 15. Dezember 2024 | |                                                      |

Die Bahnsteige sowie die Zugänge zum Bahnsteig wurden 2020 barrierefrei ausgebaut und mit Aufzügen versehen.

### Bus
Am Kelsterbacher Bahnhof halten die Regionalbuslinien 68, GG-72, GG-73 und die Nachtbuslinie n81. Diese verbinden den Bahnhof mit dem Frankfurter Flughafen, Frankfurt-Schwanheim, Raunheim, Rüsselsheim, Ginsheim-Gustavsburg und Bischofsheim.